# Диалектически материализъм
Диалектическият материализъм (наричан накратко диамат) е научен философски мироглед, една от съставните части на марксизма, негова философска основа. Негов предмет са най-общите закони на развитие на природата, обществото и мисленето, онези общи начала и основи на обективния свят и неговото отражение в човешкото съзнание, които дават правилен научен подход към явленията и процесите, метод за обяснение, познание и практическо преобразуване на действителността.
Философия на работническата класа. Диалектическият материализъм отразява най-общите закони на битието и познанието в система от категории и съставя цялостна философска система от знания – възглед. В същото време, доколкото тази идеология правилно отразява закономерното развитие на битието и съзнанието, обърнато към конкретно научно изследване, към преобразуващата света революционна практика, марксистката философия е като научен метод на познанието и усъвършенстването на света. Всички основни положения на марксистката философия – както материализмът, така и диалектиката, заедно са част от единен философски метод за изследване и усъвършенстване на света. Мироглед е както материализмът, така и диалектиката, и в същото време те са и метод. Марксистко-ленинската диалектика е немислима без материалистическо разбиране на природата, обществото и познанието. Извън последователния материализъм няма научна диалектика, която по своето същество е чужда на идеализма.

## Исторически аспекти

### Маркс и Енгелс
Марксизмът като цяло и диалектическият материализъм, като негова съставна част възникват през 40-те години на 19 в., когато работническата класа стъпва на историческата арена като нова политическа сила. Формирането на диалектическия материализъм е закономерно явление, обусловено от социално икономическите причини, а също от предшестващите го развитие на науката и философията. Класовата борба на работниците за своето социално освобождение, за комунизъм, изисквала познание на законите на развитието на обществото. Но тази най-сложна от стоящите пред човечеството задачи не беше възможно да бъде решена без диалектическия материализъм, без материалистическото обяснение на историята.
Основоположниците на идеологията – Маркс и Енгелс, подлагайки на дълбок и всестранен анализ обществената действителност, критически преработиха и усвоиха всичко положително, което беше създадено до тях в областта на философията, обществените и естествените науки, създадоха качествено нова концепция – възглед на работническия клас, станал философска основа на теорията на научния комунизъм и практика на работническото революционно движение. Те разработвали диалектическия материализъм в остра идейна борба против различните форми на буржоазните идеологии.
Маркс и Енгелс творчески преработили идеалистическата диалектика на Хегел и предшестващият философски материализъм, в частност учението на Фойербах, продължаващ развитието на материалистическите традиции. В идеалистическата диалектика на Хегел те разкрили революционни моменти – идеята за развитието и противоречието като негова движеща сила. На основата на дадените науки, естествознанието, на основата на практиката, на опита на обществения живот Маркс и Енгелс доказали първичността на материята, материалните отношения и вторичността на съзнанието, идеалните отношения.
Колосалният арсенал на изучените науки, факти, обобщения, които овладели Маркс и Енгелс, дал възможност да се разкрият взаимозависимостите на цели области от научното познание – между математиката, механиката, физиката, химията, биологията, обществените науки и науките за мисленето – и да се представи обществото като единен универсален процес, подчинен на всеобщи закономерности на развитието, а мисленето – като отражение на процеса, основано на практиката.
„Употребата на материалистическата диалектика към цялата икономика, от основаването, – към историята, към естествознанието, към философията, към политиката и тактиката на работническия клас, – ето какво интересува повече от всичко Маркс и Енгелс, ето къде те въвеждат иновации, ето къде е гениалната им крачка напред в историята на революционната мисъл.“
Диалектическият материализъм пръв обосновал и практически осъществил съзнателно съединение на теорията с практиката. Извеждайки теорията из практиката, той я подчинил на интересите на революционното преобразуване на света. Такъв е смисълът на знаменития 11. тезис на Маркс за Фойербах. „Философите само по различен начин са обяснявали света, а работата е в това, той да бъде изменен.“
Терминът диалектически материализъм не е измислен от Маркс. За първи път е употребен от Йозеф Дицген (Joseph Dietzgen), немски социалист и марксист, през 1887 година. Среща се и в писанията на Каутски за Фридрих Енгелс.
Основният аспект е трансформирането на идеалистическата диалектика на Хегел (известно като „изправянето ѝ на крака“), а другият е идеята на Хегел за класовата борба. Използван е и преработеният философски материализъм на Фойербах.

### Ленински етап в развитието на диалектическия материализъм
Защитата на диалектическия материализъм от ревизионизма и натиска на буржуазните идеологии, творческото развитие на концепцията били тясно свързани с разработената от Ленин теория на социалистическата революция, ученията за диктатурата на пролетариата, за революционната партия, за съюза на работническия клас със селяните, за социалистическата държава, за строителството на социализма и прехода от социализъм към комунизъм.
Разработката на диалектическия материализъм се съчетавала с използване на диалектическия метод към конкретния анализ на достиженията на естествознанието. Ленин разкрил философското съдържание на революцията във физиката и заедно с това развил по-нататък положението на Енгелс за възпиращото влияние на идеализма и метафизиката на развитието на естествознанието като цяло.
Обобщавайки достиженията на науката, философията и обществената практика, Ленин сформулировал определение на материята в единство с онтологическата и гносеологическата страни. Ленин писал, че единственото свойство на материята, с чието признание е свързан философският материализъм, е свойството да бъде обективна реалност, да съществува извън нашето съзнание. Материята представлява философска категория за обозначаване на обективната реалност, която е дадена на човека в неговите усещания, която се копира, фотографира, изобразява от нашите усещания, съществува независимо от тях. Заедно с това материята неизбежно се свързва с всички без изключение конкретни форми на нейното проявление и форми, в това чесло с обществената форма на движение. Тези определения включват в себе си, с една страна, противопоставяне, а с друга – единство на материята и съзнанието. В определението за материята на Ленин се резюмира материалистическо решение на основния въпрос на философията и диалектическото разбиране за развитието на материята и съзнанието. Ленин подчертава, че материята е съществувала до появата на съзнанието, обладаваща в своя фундамент само свойство, сходно с усещането, с отражението. От това положение на Ленин следва, че между неорганическата и органическата природа не съществува непроходима пропаст, следователно, възникването на живо от неживо не е чудо. Той развил закона за единството и борбата на противоположностите. Осъществил систематична разработка на основнитте проблеми в теорията на познанието. Творчески развил учението на марксизма за ролята на обществената практика в теорията на познанието.В своята разработка към теорията на познанието Ленин обърнал сериозно внимание на историческия подход, на разглеждането на мисловните форми в единство със съдържанието и в тази връзка сформулирал основни положения за единството на диалектиката, логиката и теорията на познанието. 

### Български принос
Въпросите на диалектическия материализъм (у нас) се поставят за пръв път и се разработват системно в съчиненията на Димитър Благоев. През 30-те години учениците на Д. Благоев Т. Павлов и С. Гановски развиват творчески от позициите на ленинизма по-нататък марксистката философия. По това време Т. Павлов написва фундаменталното си съчинение „Теория на отражението“ (1936). Около Т. Павлов се формира школа в рамките на марксистката философия, за която е характерен стремежът да се обясняват всички явления от аспекта на диалектико-материалистическата гносеология. Обосновава се идеята за необходимостта от система на категориите в марксистката философия.В българската философска мисъл се разработват и въпросите за законите на материалистическата диалектика, но повече от аспекта на философията на историята, отколкото от онтологическа гледна точка. Съществен научен принос дават българските философи за разработването на диалектикоматериалистическата гносеология. Големите научни постижения на българските философи в областта на гносеологията дадоха възможност да се публикуват редица крупни колективни българо-съветски трудове по теория на отражението. 

## Теоретици
- Карл Маркс – основава научния комунизъм, диалектическия и историческия материализъм, научната политическа икономия, вожд и учител на международния пролетариат. Изходна позиция на еволюцията на мирогледа на Маркс била Хегеловата философия, нейното ляво направление.
- Фридрих Енгелс – разностранните познания на Енгелс му позволяват да разработи стройна система на класификацията на науките. Енгелс дава на философията компас за ориентиране в безбройните школи и системи на миналото, като формулира основният гносеологически въпрос на философията.
- Владимир Илич Ленин – разработва и доусъвършенства диалектическия материализъм. Неговите конкретни произведения, посветени на най-различни въпроси на икономиката, политиката, стратегията и тактиката, дават ненадминати образци на прилагане на диалектиката към реалния живот.[6]
- Димитър Благоев – Български философ марксист. Основател и теоретик на българското социалистическо движение, създател на БКП.[7]

## Онтология
Учение за най-общите закони на развитието на битието.

### Материя и съзнание
Диалектическият материализъм изхожда от признанието за първичността на материята и производността на съзнанието и счита, че светът е движеща се материя. Битието на материята носи абсолютен характер. Материята е несътворима и неунищожима, тя е вечна и безкрайна. В безкрайната смяна на относителните свойства и форми на съществуване на материята остават такива нейни форми на съществуване, като движение, пространство и време. Светът – това са безкрайни във времето и в пространството форми на движение на материята.
Светът представлява картина от незчерпаемо многообразие: неорганическа и органическа природа, механични, химични и физични явления, живот на растения и животни, живот на общества, човекът и неговото съзнание. Но при цялата безкрайност на качественото многообразие на съставящите света вещи и процеси, – светът е един, доколкото всичко, което влиза в неговия състав, – това са само различни форми, видове и разновидности на движещата се материя. В света няма и не може да има нищо, освен разни състояния на материята, разни нейни свойства, проявления и отношения. Именно материята образува единство на цялата картина на света.
Проблемът за отношението на съзнанието към материята е основен въпрос на философията, т.е. това е отправен пункт за решаването на всички останали философски въпроси.

### Трите основни закона
Материалистическата диалектика е учение за всеобщите закони на развитието както на външния свят, така и на човешкото съзнание. Тези закони се изразяват и фиксират в система от категории. Категории – това са най-общите, основните понятия и също така съществени определения на формите на битието и отношението на вещите; категориите изразяват универсални форми на обобщаване на битието и познанието. Доколкото всички категории са взаимосвързани и постоянно се развиват, а в своето развитие те са подчинени на основните закони на диалектиката, дотолкова законите на диалектиката изразяват на свой ред, съотношението между категориите като общи страни и отношения на вещите. 
- Закон за единство и борба на противоположностите – всеобщ закон на действителността и на нейното познаване на човешкото мислене, който изразява същността, „ядрото“ на материалистическата диалектика. Всеки обект съдържа в себе си противоположности. Под противоположности диалектическият материализъм разбира такива моменти, „страни“, които: /1/ се намират в неразкъсваемо единство, /2/ изключват се взаимно, при това не само в различни, но и в едно и също отношение, т.е. /3/ взаимопроникват се. Няма противоположности, коита да не са в единство, няма единство без противоположности. Единството на противоположностите е относително, временно, борбата на противоположностите е абсолютна.
- Закон за прехода на количествените натрупвания в качествени изменения – един от основните закони на диалектиката, който обяснява как, по какъв начин става движението и развитието. Този всеобщ закон на развитието констатира, че натрупването на незабележими, постепенни количествени изменения в определен за всеки отделен процес момент, по необходимост довежда до съществени, коренни, качествени изменения, до скокообразно преминаване от старото качество към ново. Този закон е формулиран от Георг Вилхелм Фридрих Хегел, впоследствие „припознат“ от теоретиците на марксизма.
- Закон за отрицание на отрицанието – един от основните закони на диалектиката. Законът изразява приемствеността, връзката на новото със старото, повтарянето във висшия стадий на развитието на някои свойства на низшия стадий, обосновава прогресивния характер на развитието. В диалектиката категорията отрицание означава превръщане на един предмет в друг при едновременното „унищожаване“ на първия. Но това е такова „унищожение“, което разкрива простор за по-нататъшно развитие и е като момент на връзка със запазване на цялото положително съдържание на изминалите стадии.[11]

### Подзакони
- Закон за всеобща връзка на явленията – най-обща закономерност на съществуването на света, представляваща резултат и проява на универсалното взаимодействие на всички предмети и явления. Тя изразява вътрешното структурно единство на всички елементи и свойства във всяка цялостна система, а също безкрайно разнообразните връзки и отношения на дадената система с другите окръжаващи я системи или явления.
- Закон за статистическата и динамическата закономерности – форми на проявление на закономерната връзка между предшествуващото състояние на системата. Динамическата закономерност е форма на причинна връзка, а също връзка на състоянията, при което дадено състояние на системата еднозначно определя всичките и следващи състояния, по силата на което знанията на началните условия дава възможност точно да се предскаже по-нататъшното развитие на системата.[12]

### Категории
Категории – форми на осъзнаване в понятията на всеобщите начини на отношение на човека към света, които (форми) отразяват най-общите и най-съществените свойства, закони на природата, обществото и мисленето. 
- Противоречие
- Всеобща връзка на явленията
- Историческо и логическо
- Качество и количество
- Мяра
- Същност и явление
- Необходимост и случайност
- Обем и съдържание
- Опосредствяване
- Основание
- Отношение
- Правилност и истинност
- Причинност

## Гносеология
Теорията на познанието или гносеологията изучава взаимоотношението между субекта и обекта в процеса на познавателната дейност, отношението на знанието към действителността, възможността за познание на света от човека, критериите за истинност и достоверност на знанието.

### Диалектически процес на познанието
Диалектическият материализъм изхожда от това, че познанието е отражение на света в съзнанието на човека, неотделимо от изменението на обекта на познанието в хода на обществената практика. Исходни моменти на теорията на познанието на диалектическия материализъм е материалистическото решение на въпроса за отношението на мисленето към битието и признаването за основа на процеса познанието на обществото, практиката, представляваща взаимодействие на човека с окръжаващия го свят чрез хората един към друг в конкретно-историческите условия на обществения живот. Основен вид практика е производствената дейност на хората, насочена към възпроизводството на материалния процес на техния живот. Практическата дейност на хората обхваща и всички други страни на обществения живот: класовата борба в условията на експлоататорското общество, научният експеримент и т.н.

### Диалектиката като логика и теория на познанието
Диалектиката като наука за всеобщите форми и закони на развитието на обективния свят образува неразривно единство с логиката и теорията на познанието. Характеризирайки предметът на философията диалектическият материализъм, Ленин, изхождайки от положението на Енгелс, писал, че диамат не се нуждае от никаква философия, стояща над другите науки. От предишната философия остава учението за мисленето и неговите закони – формална логика и диалектика. А диалектиката според Маркс и Хегел, включва в себе си, това което сега наричат теория на познанието, гносеология. Ленин нееднократно подчертавал, че диалектиката е теория на познанието у марксизма, а последното е логика, представляваща учение не за външните форми на мисленето, а закон на развитие на всички материални, природни и духовни неща. Задачата на диалектическата логика се състои в изследване на това, как диалектиката на битието се отразява в диалектиката на мисленето.

### Теория на отражението
основа на диалектикоматериалистическата теория на познанието (гносеология). Теорията на отражението има специфични задачи:
- разкриване на най-общите черти и закономерности, на всички равнища и форми на отражението;
- изследване на възникването и развитието на формите на психичното отражение, включително въпросите за произхода на съзнанието и частнонаучното обосноваване на възможностите на познавателната дейност на човека;
- изучаване на връзката на характеристиките на съдържанието и на формата на образа, знанието;
- разкриване на същността на отражението в неживата природа;
- изяснавяне на особеностите на отражението (сигнализацията) в свързочната техника и управление, по-специално съотношението и връзката между човека и кибернетичните устройства.[17]

### Диалектическа логика
Логическо учение на диалектическия материализъм, наука за законите и формите на отражение в мисленето на развитието и изменението на обективния свят, за закономерностите на познанието на истината. Диалектическата логика не отхвърля формалната логика, а позволява да се уточнят границите и, място и роля в изучаване законите и формите на мисленето. Докато формалната логика е наука за законите и формите на отражението в мисленето на постоянството, покоя в обективния свят, то спецификата на диалектическата логика се състои в изучаване на отражението в законите и формите на мисленето на процесите на развитието, вътрешните противоречия на явленията, тяхното качествено изменение, преминаването от едно явление в друго. Основни принципи са:
- Абстрактно и конкретно;
- Историческо и логическо.[18]

## Обществознание

### Исторически материализъм
Съставна част на марксистко-ленинската философия, философска наука за обществото, изследваща общосоциологическите закони на историческото развитие, наука, която изследва общите закони и формите на тяхната реализация в дейността на хората. Теоретическа и методологическа база на социологията и други обществени науки.

### Единство на диалектическия и историческия материализъм
Важно изражение на основните принципи на диамат като целенаправен и последователен възглед и метод е използването на материалистически и диалектически принцип към изучаването на обществото. Разпространението, използването на положенията на диалектическия материализъм върху развитието на обществото се нарича исторически материализъм. Диалектическият материализъм счита, че битието определя съзнанието, че хората са способни да познават света и неговите закономерности. Историческият материализъм в пълно съответствие счита, че хората са способни да познават обществото и законите на неговото развитие. Диалектическият материализъм счита, че светът се развива в силата на присъщите му вътрешни противоречия.

### Нормативна етика
Марксизмът смята, че може да се даде научнотеоретично обоснование на нравствените идеи само при условие, че се познават законите на историята и че тези идеи отразяват обективната логика на развитието на обществото. Нравствеността на работническата класа не само отговаря на това условие, но е също и основа за формиране на общочовешкия морал в безкласовото общество. По такъв начин ограничеността на идеалистическия и другите ненаучни възгледи се преодолява не чрез откъсване на теорията от практиката на борбата на класите и техните морални възгледи, а чрез осъзнаване на историческата перспектива на тази борба.

### Еволюция и революция

#### Еволюция
Под еволюция в широкия смисъл се разбира изменението на съзнанието и битието.

#### Революция
Под революция се разбират коренните, качествените, скокообразно извършващите се преобразования.
„Революция, която би могла изведнъж да победи и да убеди, изведнъж да застави хората да повярват в нея, такава революция няма.“

## Наука

### Методология
Марксистката методология изхожда от това, че в основата на методите на познанието лежат обективните закони на природата и обществото. Методът на познание само тогава може да бъде научен, когато отразява обективните закони на самата действителност. Затова принципите на научния метод, неговите категории и понятия не са сума от произволни правила, създадени от човешкия ум, не са помагало на човека, а израз на закономерностите и на природата, и на човека. При това марксистката методология отчита специфичните закономерности на мисловната дейност и което е особено важно, свързва ги с практико-теоретическото въздействие на обществения субект върху обективния свят. 

### Методи
- Индукция
- Дедукция
- Анализ
- Синтез
- Аналогия
- Сравнение
- Експеримент
- Наблюдение[25]

### Термини
Термини – елемент на научния език, въвеждането на който е обусловено от необходимостта за точно и еднозначно обозначаване на данните на науката, особено на ония, за които в обикновения език няма съответствуващи названия.
- Аксиома
- Аналог
- Вечна истина
- Съждение

### Научни теории
- Теория на отражението – основа на диалектикоматериалистическата теория на познанието.
- Теория на познанието – дял на диалектикоматериалистическата философия.
- Исторически материализъм – съставна част на марксистко-ленинската философия, философска наука за обществото.
- Диалектическа логика – логическо учение на диалектическия материализъм.[27]

## Основни константи на идеологията
1. Човешкото битие е материално и обективно.
2. Човешкото съзнание е субективно отражение на обективната действителност.
3. Битието определя съзнанието (социална детерминираност на психиката).
4. Битието на хората е социално и човекът е човек, доколкото съществува като социална единица.
5. Смисълът на битието е в историческата му проекция, т.е. в материалните последствия от нашата дейност в историята.
6. Обществото е класово разделено.
7. Двигателят на историческото развитие е класовата борба, която се води между експлоатираните (пролетариите) и експлоататорите (капиталистите).
8. Предмет на тази борба са оръдията за производство. Техните собственици експлоатират труда на пролетариите, които не притежават оръдия за производство.
9. В резултат на този процес капиталистите все повече забогатяват, а работниците обедняват.
10. На следващия стадий на капитализма (според Ленин) с цел да увеличат своите богатства, като намерят евтина работна ръка, капиталистите започват да нападат и завземат други страни, отнемайки суверенитета им (стадий на империализма).
11. На този етап капитализмът ерозира, класовата борба ескалира и единственият изход е в пролетарската революция и установяване на „диктатура на пролетариата“, която да контролира средствата за производство и да преразпредели справедливо ресурсите и продуктите на принципа „на всекиго според нуждите, от всекиго според възможностите“.

## В литературата
- Градът на слънцето – (1602), Томазо Кампанела,  за идеалното общество, в което липсва частна собственост, всеобщият труд гарантира изобилие, но съществува строга регламентация на бита, властта на жреците има по същество теократичен характер. Своя комунистически идеал Кампанела обосновал с повелята на разума и законите на природата.[28]

- Утопия – (1516), Томас Мор, златна книга не по-малко полезна, отколкото забавна, за най-добрата уредба на държавата и за новия остров Утопия – (1516) Мор дал разгърната критика на строя, основан върху частната собственост, изобразил един строй, при който господствува обществената собственост. [29]
- Завръщане (1960) – братя Стругацки описват победата на комунизма и технологическите достижения на Земята в 22 век, които решили проблемите с недостига на ресурси и избавили хората от необходимостта от физически труд. Знанието станало най-важният ресурс.[30]